# لاوری (مینه‌سوتا)
لاوری، مینه‌سوتا (به انگلیسی: Lowry, Minnesota) یک شهر در ایالات متحده آمریکا است که در شهرستان پوپ (ابهام‌زدایی) واقع شده‌است.

## خصوصیات
لاوری ۰٫۹۶ کیلومترمربع مساحت و ۲۹۹ نفر جمعیت دارد و ۴۱۸ متر بالاتر از سطح دریا واقع شده‌است.